# Tombeau de Chateaubriand
Pour le poème symphonique, voir Le Tombeau de Chateaubriand.
Le tombeau de Chateaubriand est le tombeau où est enterré François-René de Chateaubriand, célèbre écrivain français né à Saint-Malo le 4 septembre 1768 et mort à Paris le 4 juillet 1848. Il est situé sur l'îlot du Grand Bé (presqu’île accessible à marée basse), à Saint-Malo, sa ville natale. Le tombeau est classé au titre des monuments historiques depuis 1954.

## La tombe du Grand Bé

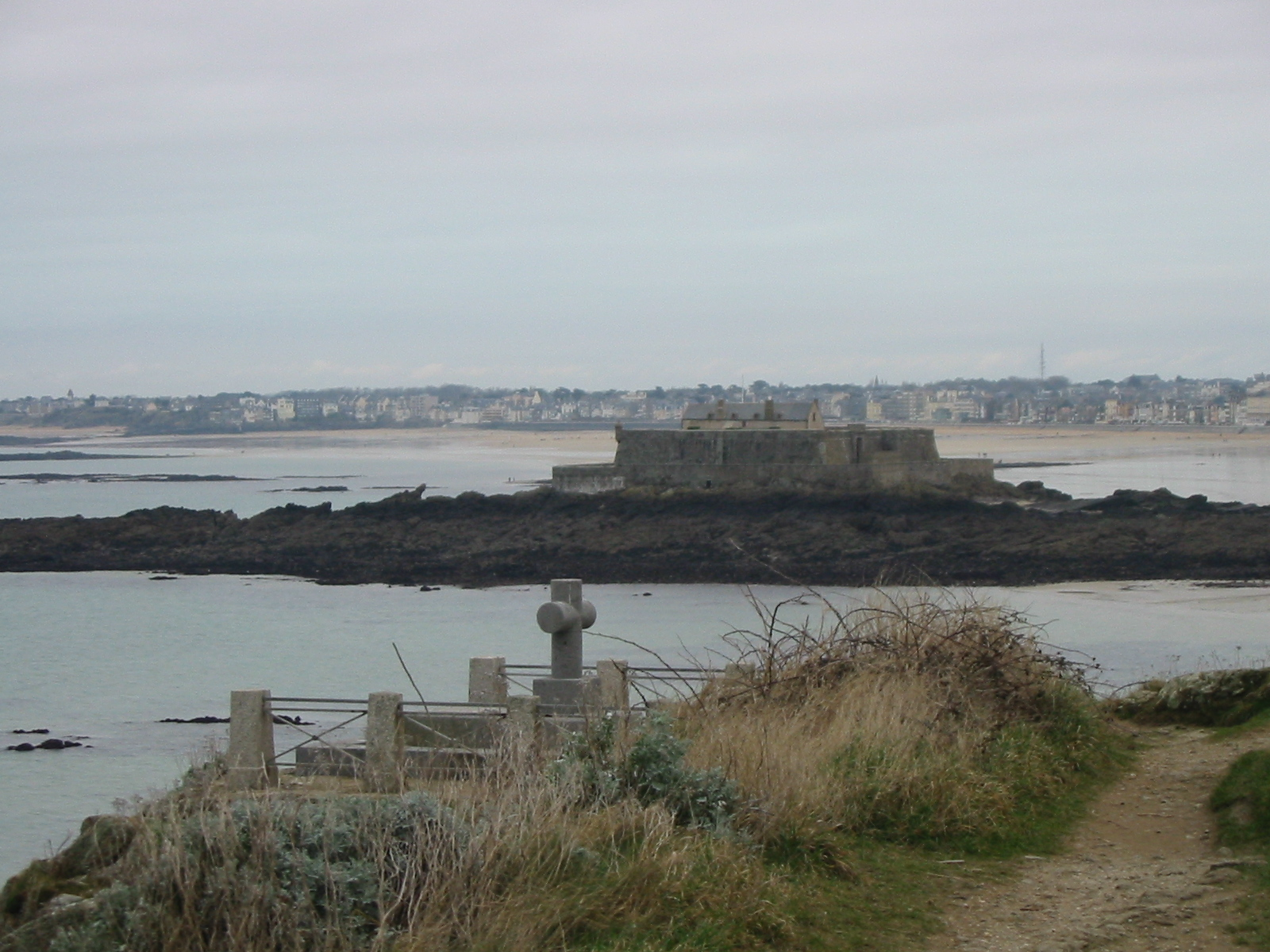
Le tombeau avec en arrière-plan le fort National et Saint-Malo

C'est selon son vœu qu'après sa mort, le 4 juillet 1848 à Paris, Chateaubriand est enterré sur l'îlot du Grand Bé, près du bord de la falaise et éternellement tourné vers la mer et la tempête dont, dit-il, « le bruit berça mon premier sommeil ».
Comme il a pu l'écrire à cette époque à l'un de ses amis, Chateaubriand recherche en fait depuis 1823 une petite île où être inhumé après sa mort. À la veille de ses soixante ans, en 1828, il fait passer une demande au maire de Saint-Malo afin que lui soit concédée « la pointe occidentale du Grand Bey ». Le conseil municipal lui répondra cependant par un refus, prétextant quelques raisons relatives à « la vie publique et privée de l'écrivain ». Par la suite cependant, un poète malouin admirateur de l'écrivain, Hippolyte de La Morvonnais, intervient auprès du nouveau maire Louis Hovius en 1831. Cette fois, le conseil municipal consent, sous réserve d'un accord avec le ministre de la guerre, à ériger son tombeau sur la pointe ouest du Grand Bé. Le tombeau sera finalement fin prêt dix ans avant la mort effective de l'écrivain, soit en 1838.
Le tombeau est menacé par l'érosion dès 1924,. La famille de l'écrivain autorise son déplacement, mais en l'absence de concensus entre les experts, le tombeau demeure à son emplacement originel. 

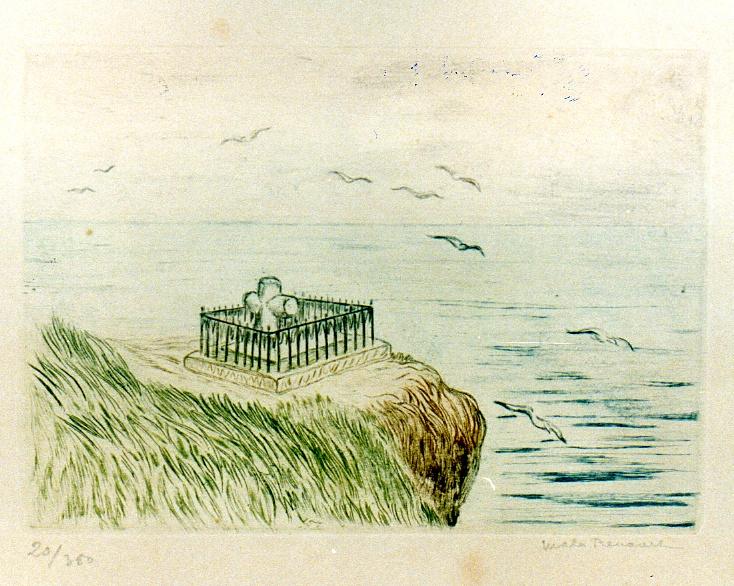
Tombeau de François-René de Chateaubriand, le Grand Bé, Saint-Malo, Eau-forte en couleur (vers 1900)

L'ouvrage était à l'origine entouré de rambardes en fer de style néogothique, mais en 1944 un obus brisa un angle de la pierre tombale et la rambarde, endommagée, fut remplacée par un projet plus proche du projet initial et ne comportant que trois côtés afin que l'écrivain puisse prolonger son dialogue avec la mer, selon la décision de l'architecte en chef des Monuments historiques Raymond Cornon qui respecta aussi un des vœux de l'écrivain : que sa tombe ne comporte aucune inscription. 
Si sa tombe ne comporte effectivement aucune inscription, une plaque non nominative fut cependant posée sur le mur en arrière du tombeau, avec pour inscription :
"Un grand écrivain français a voulu reposer ici pour n'y entendre que la mer et le vent. Passant respecte sa dernière volonté."

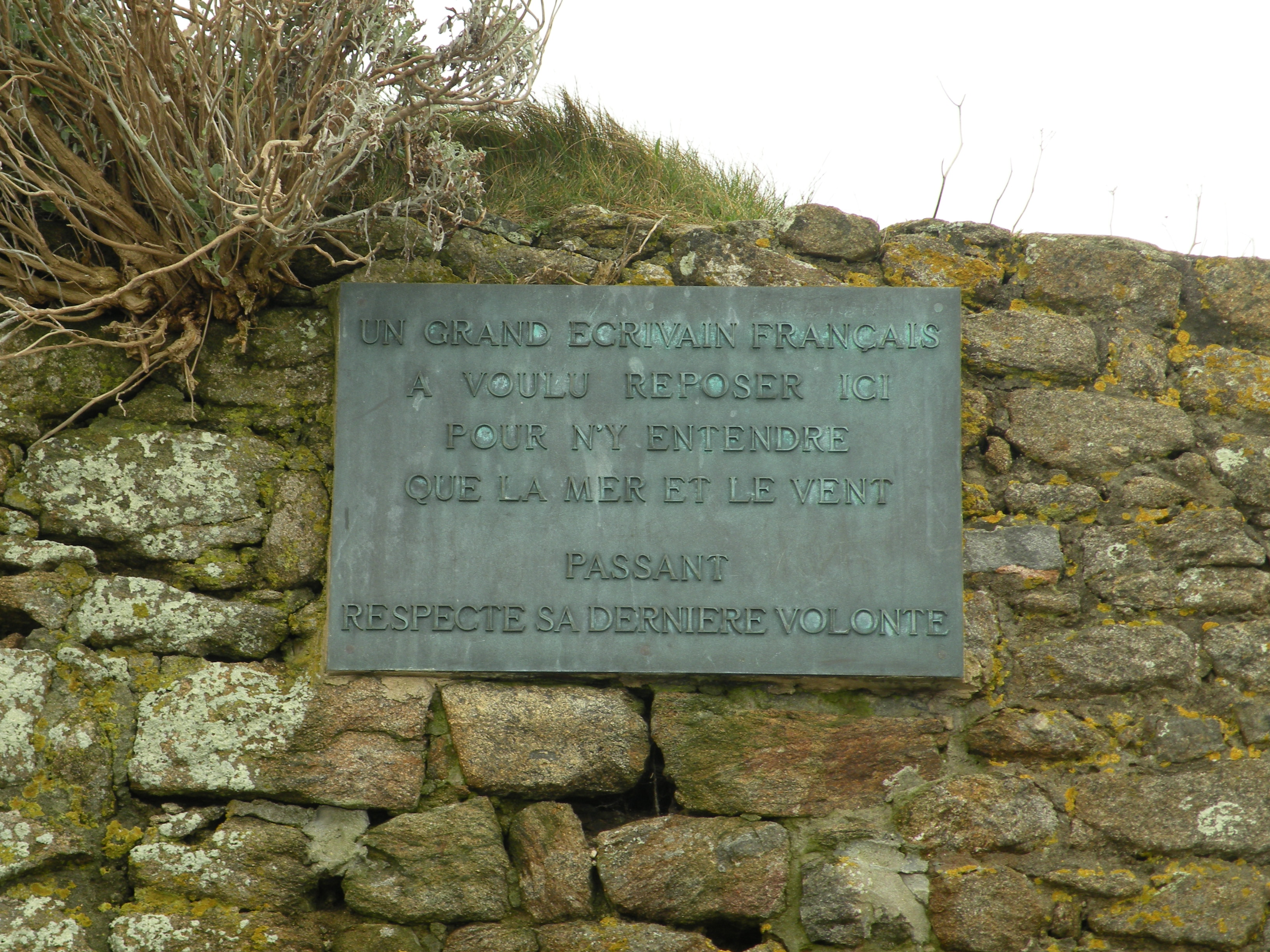
Plaque non nominative

« Il dormira là-dessous, la tête tournée vers la mer ; dans ce sépulcre bâti sur un écueil, son immortalité sera comme fut sa vie, déserte des autres et entourée d'orages. » (Flaubert)
Valentin Louis Doutreleau représenta sa tombe dès 1848 par une grande toile, détruite en 1944 ; seule demeure l'esquisse (musée d'Histoire de la Ville et du Pays Malouin). 
Le site est fortement soumis à l'érosion et il n'est plus possible aux visiteurs de faire le tour du monument funéraire, dont l'une des bornes de granite est devenue bordée par le vide. Une étude préalable à d'éventuelles mesures de conservation a été demandée en 2023 par la municipalité de Saint-Malo, propriétaire de la tombe. 
Grand admirateur de Chateaubriand, Flaubert est venu se recueillir sur la tombe lors d'une visite en ce lieu qui est évoquée dans le récit de voyage Par les champs et par les grèves. 

Plus tard, Simone de Beauvoir dans La Force de l'âge décrit en ces termes l'excursion qu'elle et Jean-Paul Sartre firent sur le site:  

« Le tombeau de Chateaubriand nous sembla si ridiculement pompeux dans sa fausse simplicité, que, pour marquer son mépris, Sartre pissa dessus. »

### Anecdote terminologique
Une anecdote quant au Grand Bé veut que le terme Be signifie tombe en breton, mais on ne sait pas si cela a pu jouer un rôle dans le choix de l'écrivain.

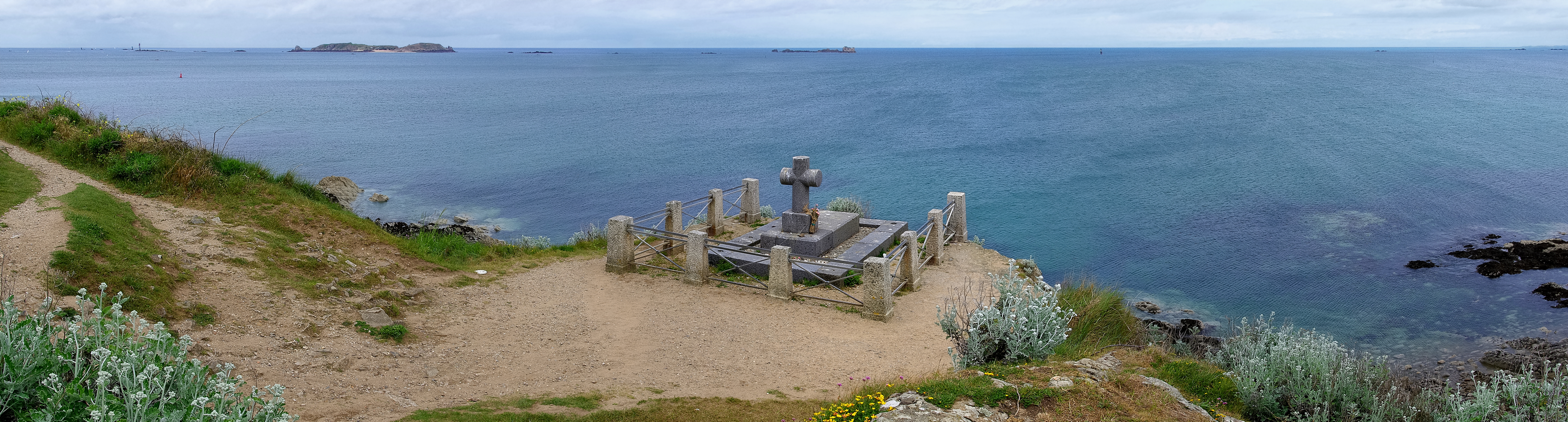